# 佐賀市立昭栄中学校
佐賀市立昭栄小学校（さがしりつ しょうえいちゅうがっこう）は佐賀県佐賀市昭栄町にある公立中学校。

## 概要
歴史
佐賀市立日新小学校区の住宅の急増に伴う生徒数増加に対応するため、1952年（昭和27年）11月に「佐賀市立第三中学校（仮称）」の設置が決定された。1953年（昭和28年）に開校。2023年（令和5年）には創立70周年を迎えた。
校章
中央に「中」の文字を配している。
校歌
1955年（昭和30年）制定。作詞は江口久雄（初代校長）、作曲は桐島貞子（当時の音楽科教諭）による。歌詞は3番まであり、各番の歌詞中に校名の「昭栄中学」が登場する。
通学区域
- 佐賀市立日新小学校区
- 佐賀市立嘉瀬小学校区
- 佐賀市立新栄小学校区

ただし、以下は承認校となっている。
- 佐賀市立西与賀小学校区の一部（末広二丁目（1番・2番・3番1～5号、20～22号、24～34号・4番1～9号、32～50号・5番・6番・7番1～12号・8番・3番26～45号・14番１～20号、15番を除く））
- 佐賀市立本庄小学校区の一部（県道西与賀・本庄線（本庄宮前から佐賀大学四つ角までの道）以北の大字本庄）。

## 沿革
設立の経緯
- 1950年（昭和25年）当時、佐賀県庁前の貫通道路（現・国道264号）で、北側は佐賀市立第一中学校（現・成章中学校）、南側は佐賀市立第二中学校（現・城南中学校）と通学区域を分割していた。佐賀市立日新小学校区や佐賀市立嘉瀬小学校区では、住宅の増加により、人口も急増しており、既存の中学校では、生徒の収容面で対応できない状況が生じていた。そこで、佐賀市立第三中学校（仮称）の設置が検討され、1952年（昭和27年）11月に設置が決定され、1953年（昭和28年）の開校に至った。

開校
- 1953年（昭和28年）
  - 4月1日 - 「佐賀市立昭栄中学校」（現校名）が設置される。
  - 4月8日 - 佐賀市立日新小学校において開校式を挙行。生徒数300名、職員数14名でのスタート。
  - 10月16日 - 新校舎が完成。
- 1955年（昭和30年）2月11日 - 校歌を制定。
- 1958年（昭和33年）4月1日 - 佐賀市立嘉瀬中学校[2]を統合。

## 交通
最寄りの鉄道駅
- JR九州 長崎本線 「鍋島駅」・「佐賀駅」

最寄りのバス停留所
- 佐賀市営バス 「地蔵前」・「長瀬町」停留所

最寄りの幹線道路
- 国道207号 「昭栄中入口」交差点

## 周辺
- 佐賀市立日新小学校
- 白鳩幼稚園
- 日新こども園
- 中折下自治公民館
- 泰教寺
- 天祐寺

## 参考資料
- 「佐賀市史 第5巻 (現代編) (PDF) 」（1981年（昭和56年）2月21日, 佐賀市）p.518～p.525  - 佐賀市ウェブサイト

## 関連事項
- 佐賀県中学校一覧